# Radar Zaslon

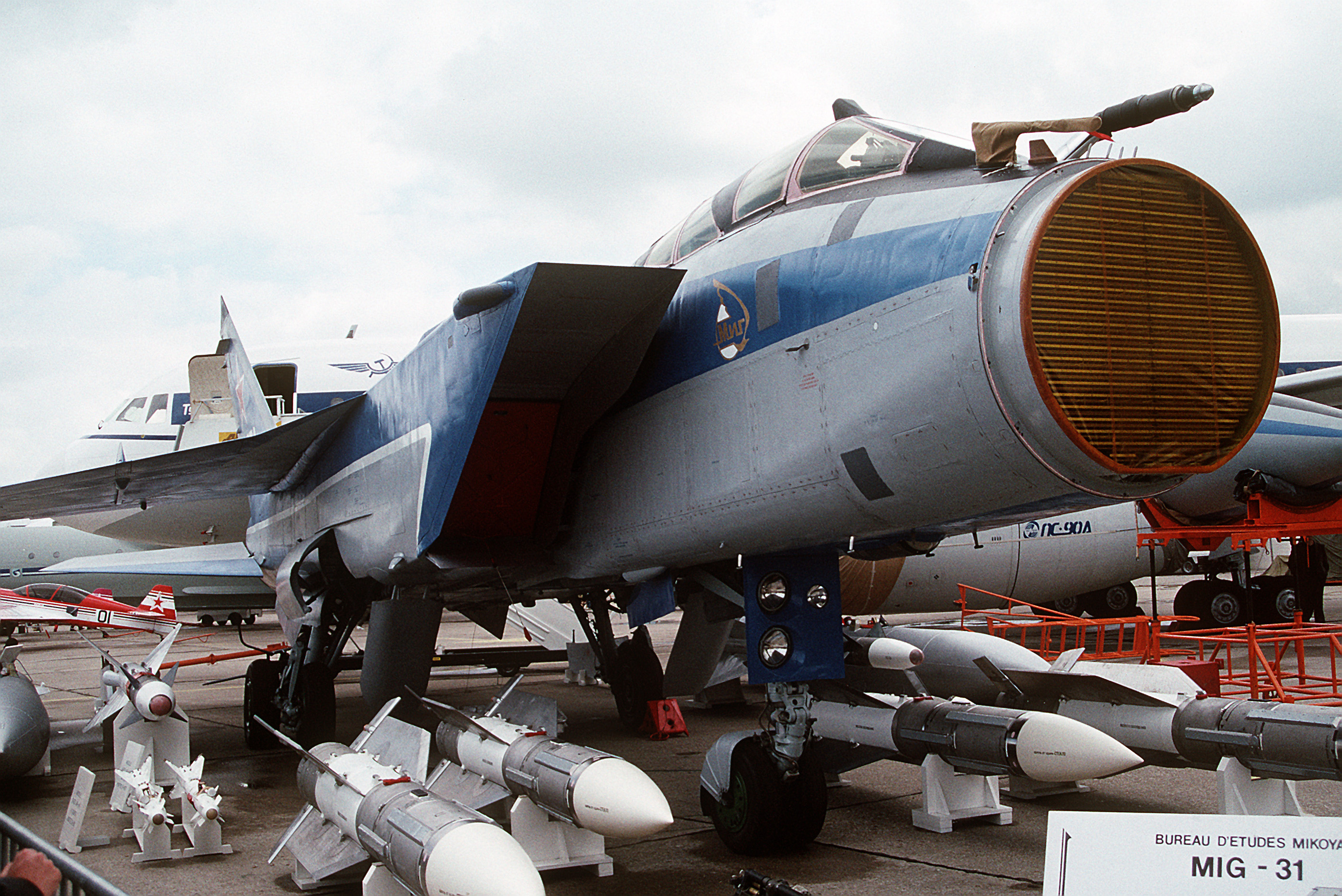
Radar Zaslon

Zaslon este un radar multifuncțional instalat pe interceptorul MiG-31. 
Antena are un diametru de 1.1 metri.
Este un radar cu baleiaj electronic pasiv. Codul NATO pentru radar este Flash Dance, alte denumiri fiind "SBI-16", "RP-31", "N007" și "S-800".
Radarul poate schimba direcția undelor la fiecare 1.2 milisecunde. Este vorba de un salt calitativ foarte mare, deoarece radarele cu baleiaj mecanic au nveoie de secunde pentru a îndeplini aceeași funcție. 
Sistemul dispune de capacitate de a urmări și ataca ținte aflate la joasă altitudine (Look-down/shoot-down). A fost proiectat pentru a detecta în spațiul aerian sovietic bombardierele strategice americane cu penetrație la joasă altitudine și mai ales rachetele de croazieră lansate de acestea.

Poate detecta ținte de la 200 km distanță, fiind capabil să urmărească simultan 10 ținte și să atace simultan 4 dintre ele cu rachete R-33 sau R-40, R-60.